# Phakt
Phakt (auch Phact oder Phaet, von arabisch الفاخثة, DMG al-Fāḫita ‚Taube‘) ist der Eigenname des Sterns α Columbae (Alpha Columbae) im Sternbild Taube. Phakt ist ein Unterriese der Spektralklasse B7e und mit einer scheinbaren Helligkeit von 2,65 mag der hellste Stern der Taube. Seine Entfernung von der Erde beträgt ca. 260 Lichtjahre. Phakt rotiert wie die meisten B-Sterne sehr rasch (90 Mal schneller als die Sonne), sodass die Rotationsgeschwindigkeit am Äquator mehr als 180 km/s beträgt. Dadurch kommt es zu einer Abplattung der Pole und zur Bildung einer Gasscheibe geringer Dichte, die Phakt bis in etwa zwei Sternradien Entfernung umgibt. Diese Scheibe sendet, von ihrem Zentralstern angeregt, ein Emissionslinienspektrum aus. Solche Sterne werden Be-Sterne genannt (wobei das „e“ für Emission steht). Ähnliche Sterne sind Achernar, Alkione und Gamma Cassiopeiae.
Phakt besitzt als Doppelstern einen nur 12,3 mag hellen Begleiter in 13,5" Distanz.

## Weblink
- Jim Kaler: Phakt